# Cinégio (homem claríssimo)
Cinégio (em latim: Cynegius) foi um nobre romano do final do século IV e começo do século V. Era filho do procônsul da África Emílio Floro Paterno e provavelmente um parente do prefeito pretoriano do Oriente e cônsul Materno Cinégio, o que faria lhe faria um hispânico. Era um homem claríssimo e foi destinatário da epístola 84 de Quinto Aurélio Símaco. Em data desconhecido, seu pai tentou casar-lhe com uma de suas sobrinhas.